# Torneo di Wimbledon 1913
Il Torneo di Wimbledon 1913 è stata la 37ª edizione del Torneo di Wimbledon e terza prova stagionale dello Slam per il 1913.
Si è giocato sui campi in erba dell'All England Lawn Tennis and Croquet Club di Wimbledon a Londra in Gran Bretagna. 
Il torneo ha visto vincitore nel singolare maschile il neozelandese Anthony Wilding
che ha sconfitto in finale in 3 set lo statunitense Maurice McLoughlin con il punteggio di 8–6 6–3 10–8.
Nel singolare femminile si è imposta la britannica Dorothea Douglass Chambers 
che ha battuto in finale in 2 set la connazionale Winifred McNair.
Nel doppio maschile hanno trionfato Herbert Barrett e Charles Dixon, 
il doppio femminile è stato vinto dalla coppia formata da Winifred McNair e Dora Boothby e 
nel doppio misto hanno vinto Hope Crisp con Agnes Tuckey.

## Risultati

### Singolare maschile
Anthony Wilding ha battuto in finale  Maurice McLoughlin, 8–6 6–3 10–8

### Singolare femminile
Dorothea Douglass Chambers ha battuto in finale  Winifred McNair con il punteggio di 6–0, 6–4

### Doppio maschile
Herbert Barrett /  Charles Dixon hanno battuto in finale  Heinrich Kleinschroth /  Friedrich Wilhelm Rahe con il punteggio di 6–2, 6–4, 4–6, 6–2

### Doppio femminile
Winifred McNair /  Dora Boothby hanno battuto in finale  Charlotte Cooper Sterry /  Dorothea Douglass Chambers che si sono ritirate sul punteggio di 4–6, 2–4

### Doppio misto
Hope Crisp /  Agnes Tuckey hanno battuto in finale  James Cecil Parke /  Ethel Thomson Larcombe che si sono ritirati sul punteggio di 3–6, 5–3